# 鳴烏
《鳴烏》又稱《交交鳴烏》，是一首先秦逸詩，見於《上海博物館藏戰國楚竹書》第四冊。全詩共三章，每章十句，内容為贊美君子之德，風格與《詩經》相仿。一般認為《鳴烏》是楚國的作品。